# Miss Univers 1969

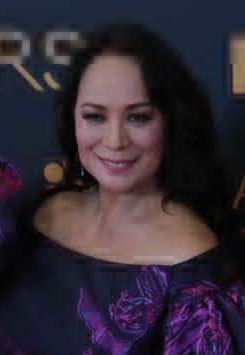
Photo de Gloria Diaz, miss univers 1969

Miss Univers 1969, 18e édition du concours de Miss Univers a lieu le 15 juillet 1969, au Miami Beach Auditorium, à Miami Beach, Floride, États-Unis. 
Gloria Diaz, Miss Philippines, âgée de 22 ans, remporte le prix. 

## Résultats
| Classement final  | Candidates |
| ----------------- | --- |
| Miss Univers 1969 | - Philippines - Gloria Diaz |
| 1re dauphine      | - Finlande - Harriet Marita Eriksson |
| 2e dauphine       | - Australie - Joanne Barret |
| 3e dauphine       | - Israël - Chava Levy |
| 4e dauphine       | - Japon - Kikuyo Osuka |
| Top 15            | - Autriche - Eva Rueber-Staier - Brésil - Vera Fischer - Chili - Monica Larson Teuber - Colombie - Margarita María Reyes Zawadsky - Norvège - Patricia Ingrid Walker - Pérou - María Julia Mantilla Mayer - Suède - Brigitta Lindloff - Suisse - Patrice Sollner - États-Unis - Wendy Jane Dascomb - Yougoslavie - Nataśa Kośir |

## Prix spéciaux
| Prix                      | Candidates |
| ------------------------- | --- |
| Miss Congénialité         | - Tunisie - Zohra Boufaden |
| Miss Photogénique         | - Nouvelle-Zélande - Carole Robinson |
| Meilleur costume national | - Thaïlande - Sangduen Manwong |
| 10 Best in Swimsuit       | - Australie - Joanne Barret - Autriche - Eva Rueber-Staier - Brésil - Vera Fischer - Colombie - Margarita María Reyes Zawadsky - Finlande - Harriet Marita Eriksson - Israël - Chava Levy - Pérou - María Julia Mantilla Mayer - Philippines - Gloria Diaz - États-Unis - Wendy Jane Dascomb - Yougoslavie - Nataśa Kośir |

## Ordre d'annonce des demi finalistes
- Groupe 1: Australie, Finlande, Pérou, Autriche, Norvège, Philippines et Israël
- Groupe 2: États-Unis, Yougoslavie, Brésil, Suède, Colombie, Japon, Chili et Suisse

## Ordre d'annonce des finalistes
- Finlande, Israël, Australie, Philippines et Japon

## Juges
| - Edilson Cid Varela - Eileen Ford - Dong Kingman - David Merrick | - Norma Nolan - Monique van Vooren - Earl Wilson |

## Candidates
| - Argentine - Lidia Esther Pepe - Aruba - Jeannette Geerman - Australie - Joanne Barret - Autriche - Eva Rueber-Staier - Bahamas - Joan Bowe - Belgique - Danièle Roels - Bermudes - Maxine S. Bean - Bolivie - Luz María Rojas - Bonaire - Julia Nicolaas - Brésil - Vera Fischer - Canada - Jacquie Perrin - Ceylan - Marlene Beverly Seneveratne - Chili - Mónica Larson Teuber - Colombie - Margarita María Reyes Zawadsky - Congo-Kinshasa - Jeanne Mokomo - Costa Rica - Clara Freda Antillón - Curaçao - Yvonne Wardekker - Danemark - Jeanne Perfeldt - République dominicaine - Rocío García Báez - Équateur - Rosana Vinueza Estrada † - Angleterre - Myra Van Heck - Finlande - Harriet Marita Eriksson - France - Agathe Cognet - Allemagne - Gesine Froese - Grèce - Irene Diamantoglou - Guam - Anita Johnston - Pays-Bas - Welmoed Hollenberg - Honduras - Viena Paredes - Hong Kong - Christine Tam Mei-Mei - Islande - Maria Baldursdóttir - Inde - Kavita Bhambani | - Irlande - Patricia Byrne - Israël - Chava Levy - Italie - Diana Coccorese - Jamaïque - Carol Gerrow - Japon - Kikuyo Osuka - Korea - Lim Hyun-jung - Luxembourg - Marie Antoniette Bertinelli - Malaisie - Rosemary Wan Chow Mui - Malte - Natalie Quintana - Mexique - Gloria Leticia Hernández Martín del Campo - Nouvelle-Zélande - Carole Robinson - Nicaragua - Soraya Herrera Chávez - Norvège - Patricia "Pia" Ingrid Walker - Pérou - María Julia Mantilla Mayer - Philippines - Gloria Diaz - Porto Rico - Aída Betancourt - Écosse - Sheena Drumond - Singapour - Mavis Young Siew Kim - Espagne - María Amparo Rodrigo Lorenzo - Suriname - Greta Natsir - Suède - Brigitta Lindloff - Suisse - Patrice Sollner - Thaïlande - Sangduen Manwong - Tunisie - Zohra Boufaden - Turquie - Azra Balkan - Uruguay - Julia Moller - États-Unis - Wendy Jane Dascomb - Venezuela - María José Yéllici Sánchez - Pays de Galles - Shirley Jones - Yougoslavie - Nataśa Kośir |

## Note sur le classement des pays
- 1re victoire pour les Philippines grâce au sacre de Gloria Diaz.
- Les États-Unis sont classés pour la 12e année consécutive.
- La Finlande est classée pour la 8e année consécutive et pour la 5e année consécutive dans le Top 5.
- Israël et la Suède sont classés pour la 6e année consécutive.
- Le Brésil est classé pour la 3e année consécutive.
- Le Chili, la Norvège et la Yougoslavie sont classés pour la 2e année consécutive.
- Le retour de la Colombie, du Pérou et des Philippines depuis leur dernier classement à l'élection de Miss Univers 1966.
- Le retour de l'Australie depuis son dernier classement à l'élection de Miss Univers 1965.
- Le retour de l'Autriche et du Japon depuis leur dernier classement à l'élection de Miss Univers 1963.
- Le retour de la Suisse depuis son dernier classement à l'élection de Miss Univers 1961.